# جان براک
جان براک (انگلیسی: John Brack; ۱۰ مهٔ ۱۹۲۰ – ۱۱ فوریهٔ ۱۹۹۹) نقاش و طراح اهل استرالیا و عضو گروه نقاشان «اقیانوسیه‌ای‌ها» (Antipodeans) بود که در ملبورن جنبشی علیه اکسپرسیونیسم انتزاعی و در استقبال از هنر فیگوراتیو شکل داده بودند. از آثار مشهورش می‌توان بار (۱۹۵۴)، ماشین (۱۹۵۵) و خیابان کالینز، ساعت ۵ عصر (۱۹۵۵) را نام برد.